# خوان بتینوتی
خوان بتینوتی (انگلیسی: Juan Betinotti؛ ۱۹۰۰ – ?) بازیکن فوتبال اهل آرژانتین بود.
از باشگاه‌هایی که در آن بازی کرده‌است می‌توان به باشگاه فوتبال ولز سارسفیلد اشاره کرد.